# Elizabeth Czerczuk
Elizabeth Czerczuk, właściwie Elżbieta Czerczuk (ur. 12 maja 1962 we Wrocławiu) – polska reżyser, aktorka, tancerka, choreograf i pedagog, tworząca we Francji. Założycielka i dyrektor Théâtre Elizabeth Czerczuk (T.E.C.) w Paryżu, który od 2017 prezentuje spektakle choreograficzne, inspirowane dziełami polskich dramaturgów, przede wszystkim Witkacego i Witolda Gombrowicza.

## Życiorys
Po studiach teatralnych na Wydziale Aktorskim PWST w Krakowie Elżbieta Czerczuk występowała w teatrze i filmach pod dyrekcją m.in. Jerzego Stuhra, Marka Koterskiego, Tomasza Zygadły, Waldemara Śmigasiewicza.
W 1991 roku wyjechała na stypendium do Francji. Doskonaliła tam swoje umiejętności w trakcie studiów w paryskim Conservatoire national supérieur d’art dramatique, Szkole Pantomimy Marcela Marceau, stażu w Komedii Francuskiej i Narodowym Centrum Choreografii w Caen.
Na początku pobytu we Francji pracowała u boku takich artystów, jak reżyser teatralny Daniel Mesguich w Komedii Francuskiej czy wybitna choreografka Karine Saporta w paryskim Théâtre de la Ville.
W 1992 założyła swój własny zespół teatralny pod nazwą Compagnie Elizabeth Czerczuk.
Od 2017 teatr noszący obecnie nazwę Théâtre Elizabeth Czerczuk (T.E.C.) mieści się w 12. dzielnicy Paryża, na powierzchni ponad tysiąca metrów kwadratowych. Budynek jest też siedzibą prywatnej szkoły teatralnej założonej przez artystkę, „Laboratorium Ekspresji Teatralnej” (L.E.T.). Ponadto organizowane jest w nim laboratorium radykalności artystycznej, czyli cykl konferencji o wielkich mistrzach teatru i dramatu polskiego (Kantor, Grotowski, Gombrowicz, Witkacy).

## Twórczość
Najgłośniejsze spektakle w reżyserii Elżbiety Czerczuk z ostatnich lat w T.E.C. to: tryptyk wg Witkacego „Nienasyceni” („Requiem dla artystów”, „Dementia Praecox” i „Matka)” (2017–2018) oraz „Iwona”, według „Iwony, księżniczki Burgunda” Gombrowicza (2019) oraz „Dementia Tremens”.
Spektakle Elżbiety Czerczuk gościły na festiwalach w całej Europie, w tym kilkakrotnie na festiwalu teatralnym w Awinionie. Spotykały się wielokrotnie z zainteresowaniem francuskiej krytyki i widzów.
Pomimo pobytu za granica artystka utrzymuje kontakty z rodzinnym krajem. W latach 2002–2003 piastowała funkcję dyrektorki Wrocławskiego Teatru Pantomimy.
W 1998 r., w 200. rocznicę urodzin Adama Mickiewicza, wystawiła, po raz pierwszy we Francji, „Dziady”. W stulecie urodzin Tadeusza Kantora, w 2015 roku, reżyserowała Szkolną ławkę (Le Banc d’école), inspirowaną dziełem twórcy teatru Cricot 2.
Oprócz bogatej pracy artystycznej zdobyła także międzynarodowe doświadczenie menedżerskie. W latach 2009–2013 była dyrektorką artystyczno-ekologicznego projektu unijnego Homme@Home, w którym człowiek jest konfrontowany z czterema żywiołami. W tym europejskim przedsięwzięciu wzięli udział artyści z czterech krajów (Polski, Francji, Belgii i Grecji).
Przez wiele lat wykładała grę aktorską w EICAR (École Internationale de Création Audiovisuelle et de Réalisation) w Paryżu oraz ekspresję ruchu scenicznego w szkołach filmowych w Łodzi i Warszawie.

## Nagrody, wyróżnienia
Artystka otrzymała wiele wyróżnień, wśród których są: Platynowy Medal francuskiej Akademii Nauki, Sztuki i Literatury za dokonania teatralne (2019) oraz wyróżnienie w konkursie „Wybitny Polak we Francji” w roku 2016 za całokształt twórczości scenicznej, wręczony artystce w Ambasadzie RP w Paryżu (2016).
W 2020 Elżbieta Czerczuk zwyciężyła w konkursie „Wybitny Polak we Francji” w kategorii: Kultura.